# Anton von Baldacci
Freiherr Anton Maximilian Dominik von Baldacci (* 1762 in Wien; † 9. Juli 1841 ebenda) war ein österreichischer Staatsmann.

## Herkunft
Er entstammt einer korsischen Familie, die während der korsischen Freiheitskämpfe gegen Genua aus Korsika nach Ungarn ausgewandert war. Sein Vater Dominik von Baldacci diente dort als Oberstwachtmeister in der österreichischen Armee. Sein Bruder Josef starb 1808 ebenfalls als Oberstwachtmeister.

## Leben
Baldacci wurde in der Theresianischen Ritterakademie erzogen. Er ging in den Staatsdienst und kam zur ungarischen Hofkammer. Er machte dort auf sein Talent aufmerksam und wurde in die galizische Hofkanzlei versetzt. Er wurde für wichtige politische Sendungen verwendet. Auf solchem Weg fand er Gelegenheit, Galizien kennen zu lernen und in diesem Lande positiv zu wirken. 1803 wurde er dann der rangjüngste Hofrat im Departement des Inneren.
Der Dritte Koalitionskrieg stoppte seine Organisationspläne, ließ ihn aber dafür nach anderer Seite hin tätig sein, wobei sich sein sprichwörtlich gewordener Hass gegen Napoleon entwickelte. Nach der Schlacht von Austerlitz und der Niederlage Österreichs stand die Monarchie in größter Gefahr. Neue Mittel und Kräfte waren gesucht und Kaiser Franz fand in Baldacci den Mann seiner Idee. 1807 wurde er dann mit dem Kommandeurskreuz des Stefanordens ausgezeichnet.
Während des Friedens bis zum Jahr 1809 konnte er zahlreiche innenpolitischen Reformen angehen. Er reorganisierte das Unterrichtswesen, den Staatshaushalt, die Landesverteidigung. Die Verleihung des Stefansordens und demgemäß Erhebung in den Freiherrnstand fallen in diese Zeit. Im fünften Koalitionskrieg befand er sich an der Seite des Kaisers im Heerlager. Bald jedoch fand es der Monarch für besser, ihn einem friedlichen Wirkungskreis zurückzugeben. Er ernannte ihn zum Vizekanzler der vereinigten Hofkanzlei und 1811 zum Präsidenten des Generalrechnungs-Direktoriums. Mit dem Beginn der Befreiungskriege im Jahr 1812 bekam er eine neue Aufgabe: Der Kaiser vertraute ihm die Verpflegung der Armee an. Dafür erhielt er 1815 das Zivil-Ehrenkreuz.
Nach dem Frieden kehrte er in seine Stellung zurück und blieb Präsident des Generalrechnungs-Direktoriums, bis er 1839 mit dem Charakter eines Staatsministers in den Ruhestand versetzt wurde. Baldacci hatte durch beinahe 60 Jahre in den schwierigsten Zeiten dem Kaiser gedient. Er war als Staatsdiener eifrig und zugleich ein humaner Vorgesetzter. Er wird als uneigennützig, mild und heiter geschildert. Als er dem Kaiser den Vorschlag zur Sammlung statistischer Notizen über die Monarchie vorlegte, nannte er gewissenhaft den eigentlichen Urheber dieses Planes, einen seiner Untergebenen und Mitarbeiter, auf dessen Verdienst er bei jeder Gelegenheit aufmerksam machte.
Er starb unverheiratet am 9. Juli 1841 in Wien.

## Werke
- Über die inneren Zustände Österreichs. Eine Denkschrift aus dem Jahre 1816, Digitalisat